# ローラ・プレポン
ローラ・プレポン(Laura Prepon, 1980年3月7日 - )はアメリカ合衆国ニュージャージー州出身の女優である。1998年に始まったアメリカ・FOXテレビのコメディドラマ『ザット'70sショー』（原題：That '70s Show）のドナ・ピンチオッティ(Donna Pinciotti)役で知られる他、2007年から『ホームタウン 〜僕らの再会〜』（ホームタウン ぼくらのさいかい、原題：October Road）にハンナ役で出演、また2013年に始まり、Netflixオリジナル・ドラマにおいて最も視聴された『オレンジ・イズ・ニュー・ブラック』(原題：Orange Is the New Black：OITNB)では主人公の元恋人アレックス・ヴァウス（Alex Vause）を演じ話題になる。2018年現在シーズン6まで配信されているこのドラマは、2016年2月にシーズン７までの制作が決定された。さらに同年、スリラー映画ガール・オン・ザ・トレインで、主人公の友人・キャシー役で出演した。

## 略歴
ローラ・プレポンは高校の教師であり料理人であるマージョリー（旧姓コル）と整形外科医であるマイケル・プレポンの5人の子供の末っ子として、ニュージャージー州ウォッチャングで生まれた。1993年、父親を心臓手術で亡くした。49歳だった。 ローラ・プレポンは当時13歳だった。
Watchung Hills Regional High School に通い、後にニューヨークのTotal Theatre Labで学んだ。
父親はロシア系ユダヤ人、母親はアイルランド系カトリック。

## 人物
プレポンは1999年から2007年まで、ザット'70sショーの共演者の弟クリストファー・マスターソンと交際していた。
スコット・マイケル・フォスターと数年間交際したが、2013年に破局したと発言した。
2017年6月「Live with Kelly and Ryan」で、婚約者で俳優のベン・フォスターとの間に女の子を妊娠したことを認めた。 プレポンは2017年8月に娘のエラを出産。 プレポンとフォスターは2018年6月に結婚した。 2019年10月24日、プレポンはSNSで2人目を妊娠していると発表 2020年2月に息子が誕生した。

## フィルモグラフィー

### 映画
| 年   | 邦題/原題                                        | 役名                   | 備考 |
| ---- | ------------------------------------------------ | ---------------------- | ---- |
| 2001 | サウスランダー Southlander                       | Seven Equals Five      |      |
| 2006 | 恋愛依存症 Come Early Morning                    | キム                   |      |
| 2006 | モンスター 〜少女監禁殺人〜 Karla                | カーラ・ホモルカ       |      |
| 2012 | 噂のギャンブラー Lay the Favorite                | ホリー                 |      |
| 2016 | ガール・オン・ザ・トレイン The Girl on the Train | キャシー               |      |
| 2017 | ザ・ヒーロー The Hero                            | シャーロット・ディラン |      |

### テレビ
| 年          | 邦題/原題                                                | 役名                         | 備考                                                                                                |
| ----------- | -------------------------------------------------------- | ---------------------------- | --------------------------------------------------------------------------------------------------- |
| 1998 - 2006 | ザット'70sショー That '70s Show                          | ドナ・ピンチオッティ         | メインキャスト 200エピソード - ノミネート - ティーン・チョイス・アワード: 新人賞 (1999)             |
| 2004        | キング・オブ・ザ・ヒル King of the Hill                  | エイプリル                   | 声の出演 1エピソード                                                                                |
| 2005        | アメリカン・ダッド American Dad!                         | ヘイリー・スミス             | 声の出演 1エピソード                                                                                |
| 2007 - 2008 | ホームタウン 〜僕らの再会〜 October Road                 | ハンナ・ジェーン・ダニエルズ | メインキャスト 19エピソード                                                                         |
| 2009 - 2010 | ママと恋に落ちるまで How I Met Your Mother               | カレン                       | 3エピソード                                                                                         |
| 2009        | ザ・プロテクター/狙われる証人たち In Plain Sight         | ローレン・ヘファーマン       | 1エピソード                                                                                         |
| 2010        | ミディアム 霊能者アリソン・デュボア Medium               | キラ・フバック               | 1エピソード                                                                                         |
| 2010        | Dr.HOUSE House                                           | フランキー                   | 1エピソード                                                                                         |
| 2012        | メン・アット・ワーク Men at Work                         | ハンナ                       | 1エピソード                                                                                         |
| 2013 - 2019 | オレンジ・イズ・ニュー・ブラック Orange Is the New Black | アレックス・ヴォーズ         | シーズン1, 3-7: メインキャスト シーズン2: ゲスト シーズン5,6,7ではそれぞれ1エピソードの監督も務める |

### ゲーム
| 年   | タイトル  | 役名   | 備考     |
| ---- | --------- | ------ | -------- |
| 2004 | ヘイロー2 | マリー | 声の出演 |